# Ignaz Reiffenstuell
Ignaz Reiffenstuell (auch Ignatius Reiffenstuell; * 15. Oktober 1664 in Lilienfeld; † 28. Februar 1720 in Wien) war ein österreichischer Jesuit.

## Leben
Reiffenstuells frühe Ausbildung ist nicht bekannt. Er trat 1681 in den Jesuitenorden ein. Das Studium schloss er mit der Promotion zum Doktor der Philosophie und zum Doktor der Theologie ab. Im Anschluss erhielt er eine Stelle als Professor der Philosophie und Polemik an der Universität Wien. 
Reiffenstuell war für seine Redebegabung bekannt. Deshalb wurden ihm mehrere Stellen als Prediger übertragen. Ab 1704 wirkte er als Prediger an der Grazer Hofkirche. Anschließend kam er zurück nach Wien. Dort predigte er zunächst an den Kirchen seines Ordens. Spätestens ab 1711 bis zu seinem Tod war er Domprediger zu St. Stephan in Wien. 

## Werke (Auswahl)
- Ephemerides Leopoldinae Id Est Per totum suae Vitae, ac Imperii SemiSaeculum Romanorum More Fortiter Facta Et Tolerata Augustissimi Imperatoris Leopoldi, 2 Bände, Cosmervianis, Wien 1700–1701.
- Theses Aristotelicæ Ex Universa Logica Anti-Thesibus Loyolæis: Id Est: Æternæ Veritatis Axiomatis Et Domesticis Affectibus D. Ignatii, Magni Christianæ Perfectionis Philosophi Illustratæ, Et Sub Ejusdem Tutelaris Sui Nominis Patroni Coelesti Favore, Cosmervianis, Wien 1700.
- Vienna Gloriosa, Id Est Peraccurata & Ordinata Descriptio Toto Orbe Celeberrimae Caesareae Nec Non Archiducalis Residentiae Viennae: Una Cum Plateis, Templis, Palatiis, Aedibus, Aerariis, ac Armariis, omnibus tam Intraneis, quam Extraneis sciendi cupidis, utilissime in lucem exposita, Schlegel, Wien 1703.
- Reichs-Herrschende Bild-Säule auß Gold und Silber, Ertz und Eisen zu Staub der Erden zermalet: Das ist: Betrübtester Todtsfahl Josephi I., Heyinger, Wien 1711.
- Das verwaißte, getröste, und unterwisene Österreichische Schäflein das ist: Trauer- Trost- und Lehr-Predig über den gottseeligsten Hintritt Josephi I., Rädlmayr, Linz 1711.
- Rastadt Friede- und Freude- Ehre- und Frucht-volle Ruhe-Stadt, Schlegel, Wien 1714.
- Himmels-geseegnete Ehre- und Tugend-Strasse Deß Den 15 Mertzen Anno 1716 seeligst verschiedenen Hochwürdigsten in GOtt Geistlichen Francisci Ferdinandi Des Heil. Röm. Reichs Fürstens/ Und Bischoffens zu Wienn ... Bey gehaltener Hochfürstlicher Leich-Besingnuß In St. Stephans Dom-Kirchen Vorgestellet, Schwendimann, Wien 1716.
- Schmerz- und Liebes-Opfer, Kürner, Wien 1719.